# Libnotes (Laosa) diphragma
Libnotes (Laosa) diphragma is een tweevleugelige uit de familie steltmuggen (Limoniidae). De soort komt voor in het Palearctisch gebied.